# Redjem Demouche
Redjem Demouche è un comune dell'Algeria, situato nella provincia di Sidi Bel Abbes.